# کریستوف تیوزو
کریستوف تیوزو (فرانسوی: Christophe Tiozzo‎؛ زادهٔ ۱ ژوئن ۱۹۶۳) بوکسور اهل فرانسه بود.